# Liga Nacional de Básquet 1987
La Liga Nacional de Básquet 1987 fue la tercera edición de la Liga Nacional de Básquet de Argentina, al igual que sus predecesores, esta temporada se jugó con el mismo formato de 16 equipos con ascensos y descensos de la Liga B, el campeón de esta tercera edición fue la Asociación Deportiva Atenas por default reglamentario y por tener menos partidos ganados que su precedente.
Respecto a la pasada edición, habían descendido Caja Popular de Tucumán, Instituto de Córdoba y Almagro de Esperanza y fueron reemplazados por Ciclista Olímpico, Estudiantes Concordia y Gimnasia y Esgrima La Plata.
A mitad de temporada, esta fue suspendida por la realización del Campeonato Sudamericano. La suspensión duró menos de un mes. Luego, entre mediados de julio y fines de agosto se volvió a suspender la temporada, en esta ocasión, por los Juegos Panamericanos.

## Posiciones finales
|      |                                   | Partidos | Ganados | Perdidos | Puntos |
| ---- | --------------------------------- | -------- | ------- | -------- | ------ |
| 1.°  | Atenas                            | 37       | 27      | 10       | 64     |
| 2.°  | Ferro Carril Oeste (Buenos Aires) | 37       | 29      | 8        | 66     |
| 3.°  | Olimpo de Bahía Blanca            | 33       | 17      | 16       | 50     |
| 4.°  | Pacífico                          | 37       | 17      | 20       | 54     |
| 5.°  | Estudiantes (Bahía Blanca)        | 31       | 17      | 14       | 48     |
| 6.°  | Asociación Española (Córdoba)     | 32       | 15      | 17       | 47     |
| 7.°  | Gimnasia y Esgrima (La Plata)     | 33       | 12      | 21       | 45     |
| 8.°  | River Plate                       | 33       | 17      | 16       | 50     |
| 9.°  | San Andrés (Malaver)              | 31       | 14      | 17       | 45     |
| 10.° | Estudiantes Concordia             | 31       | 19      | 12       | 50     |
| 11.° | Argentino de Firmat               | 30       | 13      | 17       | 43     |
| 12.° | Echagüe                           | 31       | 16      | 15       | 47     |
| 13.° | Sport Club Cañadense              | 36       | 18      | 18       | 54     |
| 14.° | Unión de Santa Fe                 | 37       | 14      | 23       | 50     |
| 15.° | Ciclista Olímpico                 | 32       | 15      | 17       | 47     |
| 16.° | Firmat F.B.C (Firmat)             | 31       | 6       | 25       | 37     |

|  |                                            |
|  | Finalistas de la Liga Nacional de Básquet. |
|  | Descienden a la "Liga B".                  |

1. 1 2  Echagüe ganó los puntos en su partido frente a Unión de Santa Fe por no funcionar el reloj de 30 de este último.

## Serie final
La serie final de la tercera edición de la Liga Nacional de Básquet fue la que se dio entre el Ferro Carril Oeste de Buenos Aires y Atenas de Córdoba, encuentro que inicio el 11 de diciembre y culminó el 19 del mismo mes de 1987 en el estadio de Ferro.
| 11 de diciembre | Atenas | 98–95 | Ferro (BA) | Córdoba                                    |  |  |
|                 |        |       |            |                                            |  |  |
|                 |        |       |            | Pabellón: Estadio Sagrado Corazón de María |  |  |
| Serie: 1-0      |        |       |            |                                            |  |  |
|                 |        |       |            |                                            |  |  |

| 13 de diciembre | Atenas | 89–82 | Ferro (BA) | Córdoba                                    |  |  |
|                 |        |       |            |                                            |  |  |
|                 |        |       |            | Pabellón: Estadio Sagrado Corazón de María |  |  |
| Serie: 2-0      |        |       |            |                                            |  |  |
|                 |        |       |            |                                            |  |  |

| 17 de diciembre | Ferro (BA) | 93–80 | Atenas | Buenos Aires                     |  |  |
|                 |            |       |        |                                  |  |  |
|                 |            |       |        | Pabellón: Estadio Héctor Etchart |  |  |
| Serie: 1-2      |            |       |        |                                  |  |  |
|                 |            |       |        |                                  |  |  |

| 19 de diciembre | Ferro (BA) | 80–93 | Atenas | Buenos Aires                     |  |  |
|                 |            |       |        |                                  |  |  |
|                 |            |       |        | Pabellón: Estadio Héctor Etchart |  |  |
| Serie: 1-3      |            |       |        |                                  |  |  |
|                 |            |       |        |                                  |  |  |

Atenas

Campeón

Primer título

## Equipo campeón
Referencia: Básquet Plus.
- Marcelo Milanesio
- Mario Milanesio
- Héctor Campana
- Mario Laverdino
- Donald Jones
- Germán Filloy
- Carlos Cerutti
- Roberto Costa
- Ted Taylor
- Fernando Prato
- Nathan Eley
- Edio Parer

Entrenador: Walter Garrone.